# Parigi-Bruxelles 1893
La Parigi-Bruxelles 1893, prima edizione della corsa, si svolse il 12 agosto 1893 su un percorso di 397 km, con partenza da Parigi e arrivo a Bruxelles. Fu vinta dal belga André Henry davanti al suo connazionale Charles Delbecque e al francese Fernand Augenault.

## Ordine d'arrivo (Top 10)
| Pos. | Corridore              | Squadra | Tempo      |
| ---- | ---------------------- | ------- | ---------- |
| 1    | André Henry            |         | 19h50'51"  |
| 2    | Charles Delbecque      |         | a 33'09"   |
| 3    | Fernand Augenault      |         | a 1h57'24" |
| 4    | Pierre Imans           |         | a 2h47'09" |
| 5    | Frans De Schaepmaester |         | a 3h36'19" |
| 6    | Aristide Delelienne    |         | a 3h39'39" |
| 7    | Eugène Jordens         |         | a 4h16'00" |
| 8    | Joseph Godin           |         | a 4h32'09" |
| 9    | Arthur Garcia          |         | a 5h39'09" |
| 10   | Gustave Patou          |         | s.t.       |